# Kim McLagan
Kim McLagan, nata Maryse Elizabeth Patricia Kerrigan (Leicester, 30 dicembre 1948 – Bastrop, 2 agosto 2006), è stata una modella britannica degli anni sessanta.
Divenne, in seguito, un'estetista. È nota soprattutto per il turbolento e difficile matrimonio con il batterista degli Who Keith Moon.
Fu una giramondo, infatti trascorse l'infanzia in Malaysia; poi si trasferì in Uganda e da qui in altri paesi africani. Quando la famiglia si trasferì a Londra, intraprese la carriera di modella e cambiò il nome in Kim Kerrigan, per evitare equivoci con un'altra modella, Pattie Boyd (futura moglie, in prime nozze, di George Harrison e, successivamente, di Eric Clapton).
Conobbe Keith Moon ad un concerto di musica; si sposarono nel marzo del 1966, quando Kim era già incinta. La loro figlia Amanda Jane (Mandy) nacque quattro mesi dopo il matrimonio. La loro unione fu particolarmente difficile: Keith spingeva Kim ad abbandonare la carriera di modella e fu spesso manesco. Si lasciarono nel 1973 e la coppia ottenne il divorzio nel 1975. Si sposò in seconde nozze con Ian McLagan, tastierista dei Faces il 9 ottobre 1978.
La coppia McLagan si trasferì a Manor, nel Texas, intorno al 1994. Kim lavorò per diversi anni in un centro estetico prima di aprirne uno suo, sempre nel Texas.
Morì il 2 agosto 2006 a causa di un incidente automobilistico nella contea di Travis, tra Bastrop e Smithville, vicino ad Austin, in Texas; la sua macchina apparentemente non rispettò uno stop, e fu centrata in pieno da un camion. Perì sul colpo.